# Grand Prix Velké Británie 1957
Grand Prix Velké Británie 1957 (oficiálně Grand Prix d'Europe incorporating the 10th RAC British Grand Prix) se jela na okruhu Aintree v Liverpoolu ve Velké Británii dne 20. července 1957. Závod byl pátým v pořadí v sezóně 1957 šampionátu Formule 1.

## Závod
| Poř.   | No. | Jezdec                            | Konstruktér    | Počet kol | Čas/Odstoupení    | Pořadí na startu | Body |
| ------ | --- | --------------------------------- | -------------- | --------- | ----------------- | ---------------- | ---- |
| 1      | 20  | Tony Brooks Stirling Moss         | Vanwall        | 90        | 3:06:37.8         | 3                | 4 5  |
| 2      | 14  | Luigi Musso                       | Ferrari        | 90        | +25.6             | 10               | 6    |
| 3      | 10  | Mike Hawthorn                     | Ferrari        | 90        | +42.8             | 5                | 4    |
| 4      | 16  | Maurice Trintignant Peter Collins | Ferrari        | 88        | +2 kola           | 9                | 3 0  |
| 5      | 36  | Roy Salvadori                     | Cooper-Climax  | 85        | +5 kol            | 15               | 2    |
| 6      | 38  | Bob Gerard                        | Cooper-Bristol | 82        | +8 kol            | 18               |      |
| 7      | 22  | Stuart Lewis-Evans                | Vanwall        | 82        | +8 kol            | 6                |      |
| 8      | 32  | Ivor Bueb                         | Maserati       | 71        | +19 kol           | 19               |      |
| Ret    | 34  | Jack Brabham                      | Cooper-Climax  | 74        | Spojka            | 13               |      |
| Ret    | 4   | Jean Behra                        | Maserati       | 69        | Spojka            | 2                |      |
| Ret    | 12  | Peter Collins                     | Ferrari        | 53        | Únik vody         | 8                |      |
| Ret    | 18  | Stirling Moss Tony Brooks         | Vanwall        | 51        | Motor             | 1                |      |
| Ret    | 2   | Juan Manuel Fangio                | Maserati       | 49        | Motor             | 4                |      |
| Ret    | 24  | Jack Fairman                      | BRM            | 46        | Motor             | 16               |      |
| Ret    | 26  | Les Leston                        | BRM            | 44        | Motor             | 12               |      |
| Ret    | 6   | Harry Schell                      | Maserati       | 39        | Palivové čerpadlo | 7                |      |
| Ret    | 8   | Carlos Menditeguy                 | Maserati       | 35        | Řazení            | 11               |      |
| Ret    | 28  | Jo Bonnier                        | Maserati       | 18        | Převodovka        | 17               |      |
| DNS    | 30  | Horace Gould                      | Maserati       |           | Nehoda            | 14               |      |
| Zdroj: |     |                                   |                |           |                   |                  |      |

Poznámky
1. ↑  Stirling Moss získal jeden bod za zajetí nejrychlejšího kola.

## Průběžné pořadí po závodě
Pohár jezdců
|        | Pořadí | Jezdec             | Body |
| ------ | ------ | ------------------ | ---- |
|        | 1      | Juan Manuel Fangio | 25   |
| 1      | 2      | Luigi Musso        | 13   |
| 3      | 3      | Tony Brooks        | 10   |
| 2      | 4      | Sam Hanks          | 8    |
| 1      | 5      | Jim Rathmann       | 7    |
| Zdroj: |        |                    |      |